# Mount Enterprise (Texas)
Mount Enterprise est une ville située au sud du comté de Rusk, au Texas, aux États-Unis,. La ville est fondée en 1832.

## Démographie
Lors du recensement de 2010, la ville comptait une population de 447 habitants. Elle est estimée, en 2016, à 440 habitants.

## Personnalités
- Elise Harmon (1909-), physicienne et chimiste américaine, y est née.

### Source de la traduction
- (en) Cet article est partiellement ou en totalité issu de l’article de Wikipédia en anglais intitulé « Mount Enterprise, Texas » (voir la liste des auteurs).